# Dougal Dixon
Dougal Dixon (Dumfries, 1947) è uno scrittore, paleontologo e geologo britannico. È noto al grande pubblico per il suo lavoro dedicato alla biologia speculativa, di cui è considerato uno dei padri fondatori.

## Biografia
Figlio dell'ingegnere Thomas Bell Dixon, nato in Inghilterra ma di origini scozzesi, e di Margaret Ann Hurst, nata in Scozia ma di origini inglesi, a Dumfries. Tiene i suoi studi in Scozia, laureandosi in geologia all'università di St Andrews nel 1970, per poi ottenere il master nel 1972 in scienza. I suoi studi si sono indirizzati allo studio dei fossili, l'evoluzione e la paleogeografia.
Nel 1971 si sposa con Mary Jane Young, con cui ha avuto due figli.
Nel 1973 diviene consulente geologo per casa editrice Mitchell/Beazley di Londra, mentre dal 1978 entra a far parte dello staff della Blandford Press. Dal 1980 diviene freelance e l'anno seguente pubblica "After Man", libro che gli conferirà notorietà mondiale e che ne indirizzerà le opere seguenti. In questo libro Dixon ipotizza l'evoluzione di varie specie animali dopo l'estinzione dell'uomo. Il libro ha avuto grande successo, creando anche numerosi dibattiti nel mondo scientifico, lanciando il filone di studi dedicati alla biologia speculativa.
In Giappone ne venne tratta una serie stop-motion e un film animato.
Nel 1988 pubblica "The New Dinosaurs" in cui ipotizza l'evoluzione animale, soprattutto dinosauri, se l'evento K-T non si fosse verificato. Il libro va inserito nel contesto del cosiddetto rinascimento dei dinosauri avviato a Robert Bakker, da cui Dixon trasse molte delle sue speculazioni.
Nel 1990 pubblica "Man After Man" nel quale applica le sue speculazioni alle possibili evoluzioni della specie umana nei prossimi milioni di anni.
Nel 2010 pubblica in Giappone il romanzo fantascientifico "Greenworld", che verte in buona parte sui suoi studi di biologia speculativa.
Dopo il successo di "After Man" Dixon collabora con numerose produzioni di serie televisive dedicate alla biologia speculativa, sia terrestre che extraterrestre, come Animali del futuro, prodotta dalla BBC nel 2002, di cui è anche coautore del libro tratto da essa.

## Opere
- After Man (1981)
- The New Dinosaurs (1988)
- Man After Man (1990)
- Greenworld (2010)